# De Dion-Bouton Type G

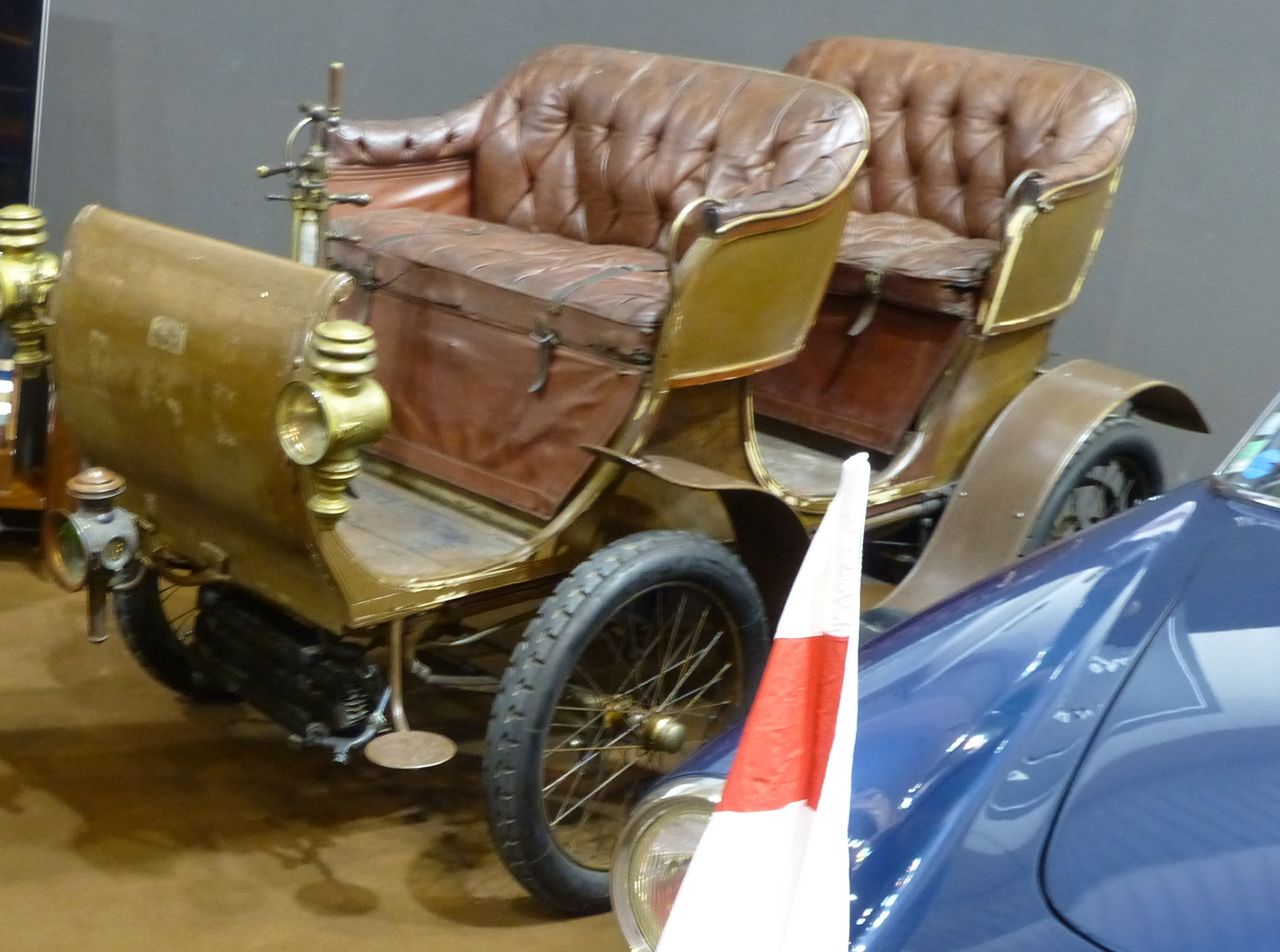
Ausführung als Doppelphaeton mit nach vorne verlegten Bedienelementen

Der De Dion-Bouton Type G ist ein Pkw-Modell aus der Anfangszeit des 20. Jahrhunderts. Hersteller war De Dion-Bouton aus Frankreich.

## Beschreibung
Das Modell gehört zur Baureihe De Dion-Bouton Vis-à-Vis. Es erhielt am 26. November 1900 seine Zulassung durch die nationale Behörde. Vorgänger war der schwächer motorisierte De Dion-Bouton Type E.
Ein De-Dion-Bouton-Einzylindermotor ist im Heck montiert. Er hat 84 mm Bohrung, 90 mm Hub und 499 cm³ Hubraum. Er leistet 4,5 PS. In der ersten Ausführung hatten die Ventile 34 mm Durchmesser. Der Motor treibt über ein Zweiganggetriebe die Hinterachse an. Der Wasserkühler ist vor der Vorderachse angebracht.
Die senkrecht stehende Lenksäule hat oben einen Lenkhebel zum Lenken, darunter Schalthebel, Hebel für die Regulierung der Drehzahl des Motors und Bremshebel für die Hinterradbremse. Hinter der Lenksäule befindet sich ein weiterer Hebel für das Betätigen der Auspuffklappe. Ein Pedal wirkt auf das Differential.
Ein Rohrrahmen bildet die Basis des Fahrzeugs. Als Radstand sind je nach Quelle 1550 mm und 1556 mm angegeben. Die Spurweite betrug 114 cm. Eine Quelle nennt 1803 mm Länge, 1402 mm Breite und 420 kg Leergewicht.
Die Hinterachse ist eine De-Dion-Achse mit Federung. Die Radmuttern sind bei der ersten Ausführung sechseckig auf einem runden Untergrund.
Oberhalb des Motors ist eine Sitzbank für den Fahrer und einen Beifahrer montiert. Davor befindet sich eine Bank, die gegen die Fahrtrichtung ausgerichtet ist. Diese Sitzanordnung wird Vis-à-vis genannt. Es gibt Versionen, bei denen die vordere Sitzbank umgedreht werden kann, sodass alle Mitfahrer in Fahrtrichtung schauen.
Als weitere Karosserievarianten sind Tonneau mit vier Sitzen, Phaeton und geschlossener Kastenwagen genannt. Es bleibt unklar, ob diese Versionen bereits mit der Markteinführung 1900 oder erst ab 1901 erhältlich waren.
1901 gab es eine Modellpflege. Eine erneute Typprüfung blieb aus. Der Autor Mortimer-Mégret bezeichnete die neue Version als G2 und die alte als G1. Diese Bezeichnungen haben sich durchgesetzt, auch wenn sie in dieser Form vom Hersteller nicht verwendet wurden. Der Durchmesser der Ventile wurde auf 38 mm vergrößert. Die Radmuttern sind nun zylinderförmig.
1902 wurde die Produktion eingestellt. Nachfolger wurde der stärker motorisierte De Dion-Bouton Type L.
Vom Type G entstanden 1415 Fahrzeuge und von der gesamten Baureihe 2970.